# 7824 Lynch
7824 Lynch è un asteroide della fascia principale. Scoperto nel 1991, presenta un'orbita caratterizzata da un semiasse maggiore pari a 2,2597126 UA e da un'eccentricità di 0,2094361, inclinata di 8,72127° rispetto all'eclittica.